# Министерство финансов Республики Молдова
Министерство финансов Республики Молдова (рум. Ministerul Finanțelor al Republicii Moldova) — одно из 14 министерств Правительства Республики Молдова.

## Полномочия
Является центральным отраслевым органом публичной администрации, который разрабатывает и проводит единую политику формирования и управления публичными финансами, применения финансовых рычагов в соответствии с требованиями рыночной экономики. В своей деятельности Министерство финансов руководствуется Конституцией Молдавии, законами Молдавии, Указами президента Молдавии, постановлениями Парламента, распоряжениями, решениями и указаниями Правительства Молдавии.

## Руководство
- Министр — Виктория Белоус
- Генеральный секретарь — Дина Рошка
- Заместитель генерального секретаря — Анна Лука
- Государственные секретари — Владимир Аракелов, Ион Гумене, Кристина Иксарь и Майя Савва

## Список министров финансов Молдавии
| №  | Министр            | Дата назначения  | Дата освобождения | Примечания               |
| -- | ------------------ | ---------------- | ----------------- | ------------------------ |
| 1  | Константин Тампиза | 27 августа 1991  | 4 августа 1992    | вице-премьер-министр     |
| 2  | Клавдия Мельник    | 4 августа 1992   | 5 апреля 1994     |                          |
| 3  | Валерий Кицан      | 5 апреля 1994    | 22 мая 1998       |                          |
| 4  | Анатолий Арапу     | 22 мая 1998      | 21 декабря 1999   |                          |
| 5  | Михаил Маноли      | 21 декабря 1999  | 7 февраля 2002    |                          |
| —  | Зинаида Гречаный   | 8 февраля 2002   | 26 февраля 2002   | и. о.                    |
| 6  | Зинаида Гречаный   | 26 февраля 2002  | 10 октября 2005   |                          |
| 7  | Михаил Поп         | 12 октября 2005  | 31 марта 2008     |                          |
| 8  | Мариана Дурлештяну | 31 марта 2008    | 25 сентября 2009  |                          |
| 9  | Вячеслав Негруца   | 25 сентября 2009 | 14 августа 2013   |                          |
| 10 | Анатолий Арапу     | 14 августа 2013  | 20 января 2016    |                          |
| 11 | Октавиан Армашу    | 20 января 2016   | 30 ноября 2018    |                          |
| 12 | Ион Кику           | 10 декабря 2018  | 8 июня 2019       |                          |
| 13 | Наталья Гаврилица  | 8 июня 2019      | 12 ноября 2019    | и. о. 12—14 ноября 2019  |
| 14 | Сергей Пушкуца     | 14 ноября 2019   | 23 декабря 2020   | и. о. 23—31 декабря 2020 |
| —  | Татьяна Иваничкина | 31 декабря 2020  | 6 августа 2021    | и. о.                    |
| 15 | Дмитрий Будянский  | 6 августа 2021   | 10 февраля 2023   | и. о. 10—16 февраля 2023 |
| 16 | Вероника Сирецяну  | 16 февраля 2023  | 27 сентября 2023  |                          |
| 17 | Пётр Ротару        | 28 сентября 2023 | 31 июля 2024      |                          |
| 18 | Виктория Белоус    | с 31 июля 2024   |                   |                          |

## Подразделения министерства финансов
- Кабинет министра (со статусом главного управления)
- Служба по информированию, связям со средствами массовой информации и по е-преобразованию
- Управление внутреннего аудита
- Управление анализа, мониторинга и оценки политик
- Главное управление бюджетного синтеза
- Управление финансов в образовании, культуре и науке
- Управление финансов в здравоохранении и социальном обеспечении
- Управление финансов судебных органов, органов обеспечения правопорядка, обороны и безопасности государства
- Управление финансов органов публичного управления
- Управление финансов национальной экономики и по капитальным затратам
- Служба по регламентированию политики в области государственных закупок
- Управление по анализу, мониторинг расходов на персонал и работников бюджетного сектора
- Главное управление государственного долга
- Главное управление по налоговой и таможенной политике и законодательству
- Государственное казначейство (со статусом главного управления)
- Управлению по регламентированию бухгалтерского учета и аудита в корпоративном секторе
- Управление анализа и регулирования государственных активов и финансового сектора
- Управление по международному сотрудничеству
- Управление по гармонизации системы внутреннего публичного финансового контроля
- Юридическое управление
- Управление менеджмента человеческих ресурсов
- Управление документирования и архивирования
- Управление экономики и финансов
- Служба по внутренним закупкам
- Управление по имуществу и логистике